# Яблоница
Яблоница (на словашки: Jablonica) е село в югозападна Словакия, в Търнавски край, в окръг Сеница. Според Статистическа служба на Словашката република към 31 декември 2021 г. селото има 2228 жители.
Разположено е на 288 m надморска височина, на 11 km югоизточно от Сеница. Площта му е 31,44 km². Кмет на селото е Силвестер Нестарец.